# Am286

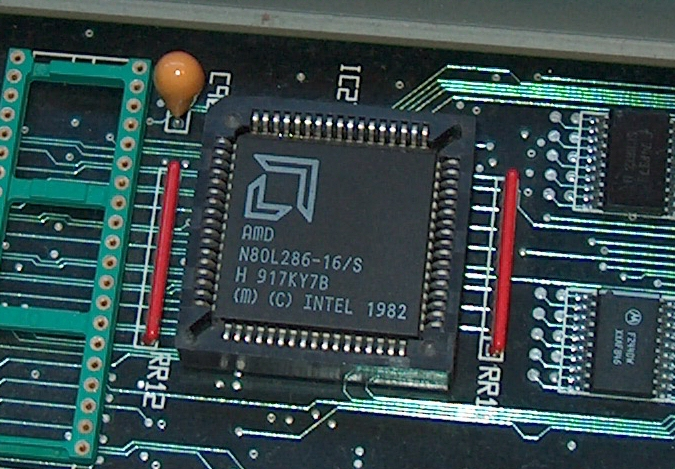
Bộ xử lý Am286. Chỗ cắm IC bên phải có thể cắm thêm bộ đồng xử lý 80287

AMD bắt đầu kinh doanh x86 như là một nguồn sản xuất thứ hai cho cách thiết kế chip của Intel. IBM yêu cầu các đối tác phải có một nguồn sản xuất thứ hai, và Intel đã có giấy phép của các công ty khác để chắc chắn giữ hợp đồng với IBM PC. Am286 là kết quả của cuộc giao kèo.
Về cơ bản như 80286, Am286 có thiết kế rất giống cách thiết kế của Intel về mọi mặt, chân cắm và thủ tục tương thích, dựa trên microcode của Intel. Sau này AMD bán chip này như là CPU nhúng.